# Trichosphaeria caesia
Trichosphaeria caesia är en svampart som först beskrevs av Carmich. ex Curr., och fick sitt nu gällande namn av Pier Andrea Saccardo 1882. Trichosphaeria caesia ingår i släktet Trichosphaeria och familjen Trichosphaeriaceae.   Inga underarter finns listade i Catalogue of Life.